# Orlik grubodzioby
Orlik grubodzioby (Clanga clanga) – gatunek dużego, wędrownego ptaka drapieżnego z rodziny jastrzębiowatych (Accipitridae). Narażony na wyginięcie.

## Systematyka
Blisko spokrewniony z orlikiem krzykliwym (C. pomarina), regularnie dochodzi do hybrydyzacji między nimi. Nie wyróżnia się podgatunków.

## Występowanie
Zamieszkuje pas od północno-wschodniej i środkowej Europy do wschodniej Azji. Dość często zalatuje też do Europy Zachodniej, aż po Wielką Brytanię. To gatunek wędrujący sezonowo. Zimuje w południowej i południowo-wschodniej Azji, południowej i południowo-wschodniej Europie, na Bliskim Wschodzie i wyspowo w Afryce. Jego niska liczebność sprawia, że jest najmniej poznanym europejskim ptakiem drapieżnym.
W drugiej dekadzie XXI w. w Rosji występowało około 600–800 par rozmieszczonych w rozproszeniu. Na Białorusi występowało 120–160 par, na Ukrainie ok. 40, w Polsce do 15 par, a w Estonii do 10 par (w tym kraju nastąpił trzykrotny spadek wobec stanu z końca XX w.). Nieliczne pary występowały też w Niemczech, Finlandii i na Litwie. Między różnymi populacjami zauważalne są różnice genetyczne, choć nie są one głębokie.
W Polsce skrajnie nieliczny ptak lęgowy, głównie na wschodzie. Występuje tu zachodnia granica jego zasięgu. Regularnie lęgnie się tylko w niedostępnych lasach bagiennych na Bagnach Biebrzańskich na Podlasiu, żerując na tamtejszych otwartych torfowiskach, w pozostałych regionach pojedyncze lęgi są mniej powtarzalne. W 2019 roku stwierdzono w Polsce 13 par, z czego 10 w dolinie Biebrzy, dwie w Puszczy Białowieskiej, a jedną na Lubelszczyźnie. Najczęściej spotyka się go w czasie przelotów – wiosną w kwietniu i jesienią od września do listopada. Tylko wyjątkowo w Polsce spotyka się go zimą. Kiedyś był liczniejszym gatunkiem, a w 1959 roku widziano go nawet w Bieszczadach. Orlikom z Doliny Biebrzy ornitolodzy doczepili nadajniki satelitarne PTT, co pozwoliło określić miejsce ich zimowania – w parku narodowym w Zambii. Populacja występująca w Polsce prawdopodobnie stosunkowo niedawno doświadczyła wąskiego gardła ewolucyjnego, czym się odróżnia od pozostałych populacji.

## Charakterystyka

### Cechy gatunku
Ptak o krępej sylwetce. Samica jest trochę większa od samca. Obie płci ubarwione jednakowo. Upierzenie jednolicie brązowe z matowym, szarym odcieniem (może wydawać się wręcz czarne), z wierzchu jednolite, od spodu pokrywy skrzydłowe są ciemniejsze niż lotki. Skrzydła długie i szerokie, tępo zakończone, w locie lotki palczasto rozłożone. Większość ptaków ma na spodzie skrzydeł jasną sierpowatą plamę, gdzie łączą się lotki pierwszorzędowe z pokrywami. Kuper pozostaje biały. Ogon jest krótki. Dziób ciemny, nogi żółte. U dorosłych orlików tęczówka jest ciemnobrązowa. O tym, że są to orły właściwe, świadczy całkowicie upierzony skok, z nogawicą dużo węższą niż u orła przedniego. U bardzo ciemnych młodych ptaków zaznaczają się 2–3 jasne paski na czerniawych pokrywach skrzydeł, tworzące rząd kropkowanych plamek (tzw. perły). Z daleka ptaki mogą wyglądać na czarno opierzone. 

Spokrewniony jest blisko z orlikiem krzykliwym, do którego jest też bardzo podobny, choć nieco ciemniejszy, większy i masywniejszy. Sugerowanie się białymi plamami na kuprze nie jest pewne, bo nie zawsze występuje. U obu występują dwie formy: jasna i ciemna, ale nie zaznaczają się zbyt wyraźnie. Oba też podobnie szybują w powietrzu – mają lekko opuszczone „oklapnięte” skrzydła. Odróżnienie obu gatunków wymaga zatem doświadczenia i znajomości szczegółów upierzenia. W locie przypomina orła przedniego.

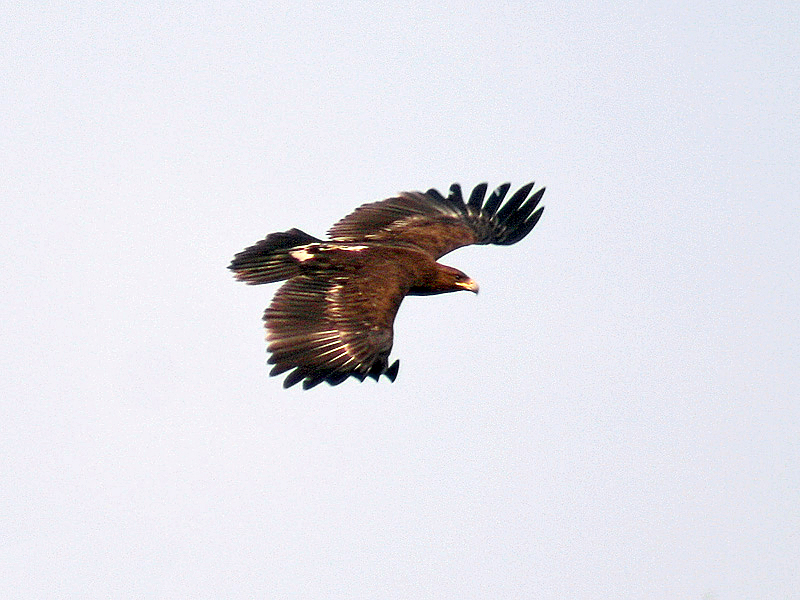
Orlik grubodzioby z białymi paskami na wierzchniej stronie skrzydeł, Indie

### Wymiary średnie
Długość ciała59–71 cm
Rozpiętość skrzydeł155–180 cm
Masa ciałasamiec 1500–1900 g, samica 1800–2500 g

## Biotop
Bagna w pobliżu podmokłych lasów liściastych i jeziora otoczone lasami. Zasiedla też duże łąki, łęgi, olsy i mokradła. Preferuje tereny równinne ze starymi drzewostanami, najlepiej ponad 60-letnimi. Wybiera głębsze partie kompleksów w których wzdłuż rozrzedzonych drzew może wznieść się na pagórki.

Orliki prowadzą skryty tryb życia, zarówno grubodziobe, jak i krzykliwe. Tego pierwszego można jednak częściej spotkać na terenach podmokłych i nad zbiornikami wodnymi.

## Okres lęgowy

### Toki
Toki mają miejsce wiosną. Orlik w czasie lotu godowego wznosi się bardzo wysoko, po czym zaczyna lotem nurkowym opadać w dół. Kolejny wzlot na dużą wysokość wykonuje szybowaniem na rozpostartych skrzydłach. 
Na lęgowisku przebywa od marca do października.

### Gniazdo
W koronie drzewa liściastego, znacznie rzadziej iglastego, tuż przy pniu. Orlik buduje gniazdo z gałęzi, suchych korzeni i patyków, wyścieła je trawą, mchem, puchem i świeżymi zielonymi gałązkami brzozy, jemioły lub świerku. Ma kolisty kształt i średnicę 100 cm, a wysokość 0,9 m. Może znajdować się na 11–14 metrach wysokości, ale też zdarzają się lęgi na 4,5 metrach. Jedno miejsce lęgowe zajmowane jest przez parę sezonów. W przeciwieństwie do orlika krzykliwego, orlik grubodzioby w czasie wyprowadzania lęgów może odganiać bieliki.
Gniazda orlika grubodziobego okazały się małymi centrami bioróżnorodności, gdyż na Bagnach Biebrzańskich korzystało z nich aż 67 gatunków mniejszych ptaków i dwa gatunki ssaków, co jest rekordem w skali światowej.

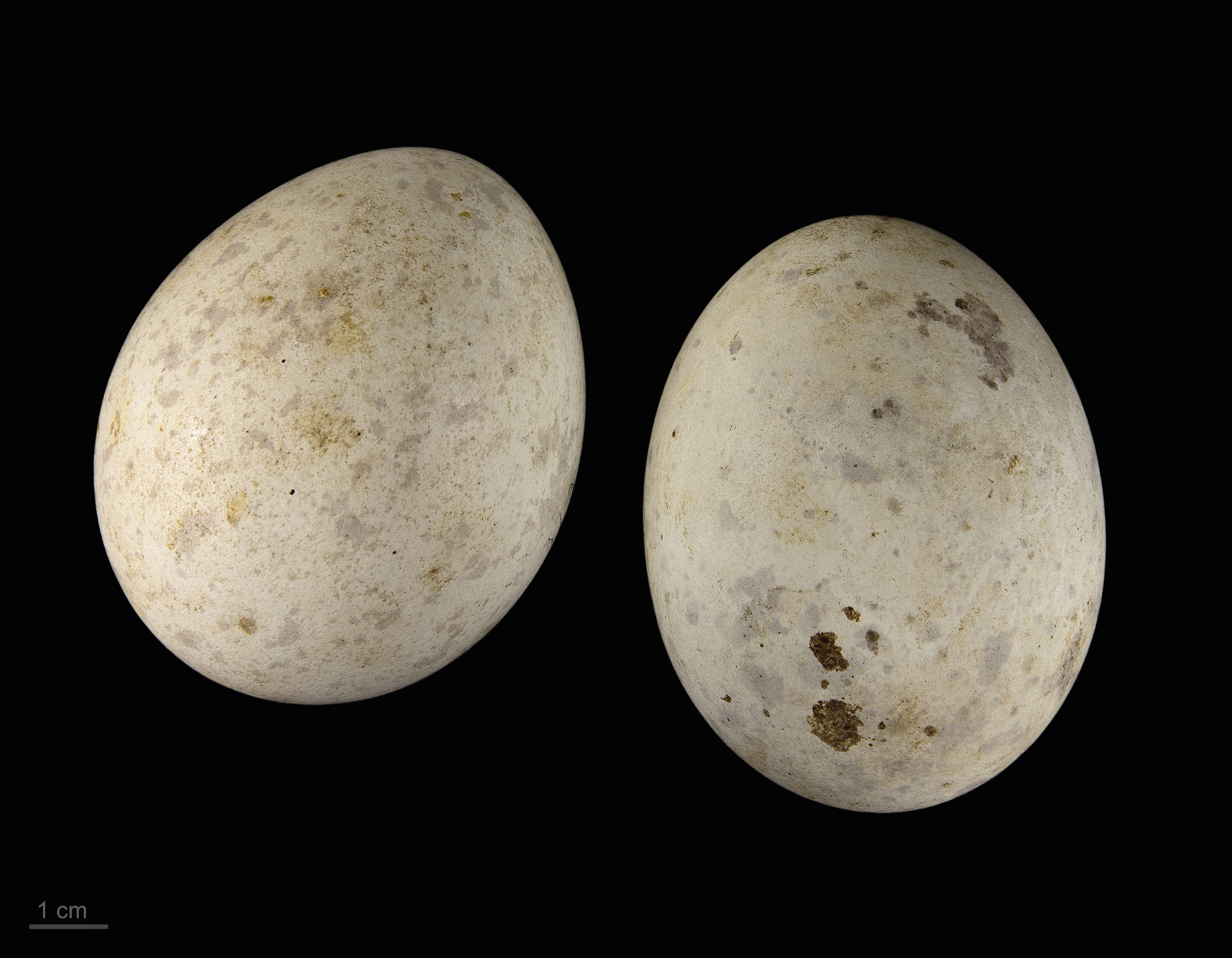
Jaja z kolekcji muzealnej

### Jaja
Wyprowadza jeden lęg w roku, w maju. W zniesieniu, pod koniec kwietnia lub w maju, zazwyczaj 2 białe jaja, brunatno nakrapiane o wymiarach 68,2 x 54,2 mm.

### Wysiadywanie
Jaja wysiadywane są przez okres około 42–44 dni przez obydwoje rodziców, już od pierwszego jaja. 2 młode wykluwają się asynchronicznie pod koniec maja lub na początku czerwca w odstępach paru dni. Matka karmi głównie starsze pisklę, które agresywnie atakuje młodsze nie pozwalając mu na pobranie pokarmu, aż w końcu je pożera. Ostatecznie przeżywa tylko jedno młode. Okazuje się zatem, że drugi potomek pełni jedyne rolę rezerwową – przeżywa wtedy, gdy ze starszego jaja nie wylęgnie się pisklę. U orlika grubodziobego zachodzi zatem obligatoryjny kainizm. Pisklęta opuszczają gniazdo po około 55 dniach. Młode orlika grubodziobego w porównaniu z orlikiem krzykliwym są gęsto cętkowane i mają biały kuper. Pełną samodzielność uzyskują po 60–65 dniach.

## Pożywienie

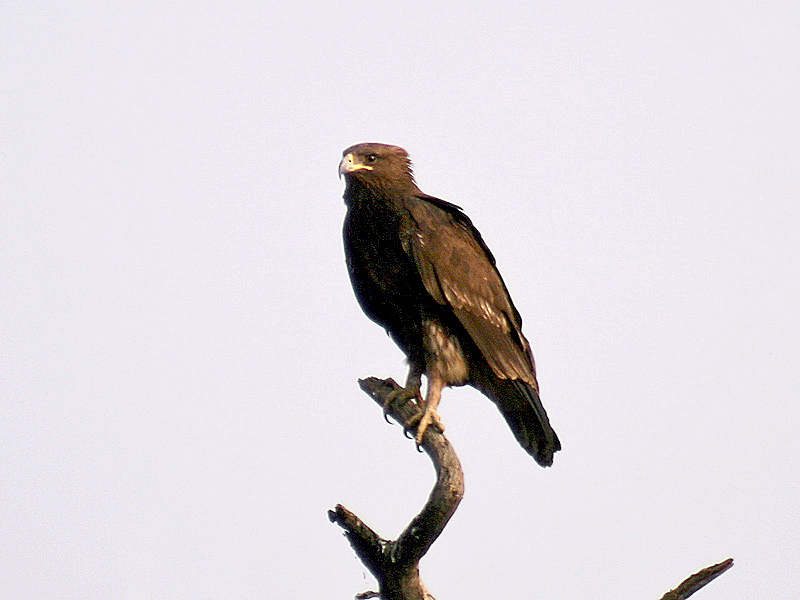
Orlik w czasie czatowania

Je padlinę, poluje też na średniej wielkości kręgowce – ssaki do wielkości zająca, ptaki do rozmiarów cietrzewia, gady i płazy. Uzupełnienie stanowią duże owady. Preferuje norniki, a z większych ssaków łasice i gronostaje. Wśród ptaków chwyta skowronki, potrzosy, krzyżówki, a na zimowisku może polować nawet na żurawie. Poluje często na większe ofiary niż pokrewny gatunek orlika. Niekiedy zjada ryby lub padlinę. Zdarza mu się plądrować gniazda niektórych gatunków ptaków.
Poluje na ziemi lub chwyta zdobycz w powietrzu w locie poszukiwawczym. Może też czatować. Żerowanie może zajmować od 0,5 do 7,5 godziny dziennie. Samce najchętniej wyruszają na łowy w godzinach południowych, od 10–14. Skuteczność łapania zwierzyny ocenia się na ok. 35%. Najczęściej łowiskami są łąki, które znajdują się w pobliżu lęgowisk.

## Status i ochrona
Międzynarodowa Unia Ochrony Przyrody (IUCN) uznaje orlika grubodziobego za gatunek narażony (VU – Vulnerable) nieprzerwanie od 1994 roku; wcześniej, od 1988 roku miał on status niższego ryzyka/najmniejszej troski (LR/LC – Lower Risk/Least Concern). Liczebność światowej populacji, obliczona w oparciu o szacunki organizacji BirdLife International dla Europy z 2015 roku, mieści się w przedziale 3300–8800 dorosłych osobników. Globalny trend liczebności populacji uznaje się za spadkowy.
W Polsce objęty ochroną gatunkową ścisłą, wymaga ochrony czynnej. Wokół gniazd orlików grubodziobych obowiązuje strefa ochronna: przez cały rok w promieniu do 200 m, a okresowo (od 1.03 do 31.08) – w promieniu do 500 m od gniazda. Inne działania polegają na ograniczaniu zarastania jego żerowisk poprzez wypas lub wykaszanie łąk. Poza tym niekiedy ratuje się drugie pisklę w lęgu i sztucznie wychowuje. Status ten wynika ze skrajnie niewielkiej populacji i zmian środowiska, gdzie dochodzi do osuszania terenów podmokłych. Na Czerwonej liście ptaków Polski został sklasyfikowany jako gatunek krytycznie zagrożony (CR – Critically Endangered)). W latach 2013–2018 liczebność krajowej populacji lęgowej szacowano na 12–15 par, a jej trend uznawano za spadkowy.
Wsparcie ochrony orlika grubodziobego odbywa się m.in. przez projekty programu LIFE. W latach 2010-2014 realizowano projekt pt. "Ochrona populacji orlika grubodziobego Aquila clanga w Polsce: przygotowanie Krajowej Strategii Ochrony Gatunku". Kolejny projekt pt. "Ponad granicami: ochrona orlika grubodziobego na terenach lęgowych i zimowiskach oraz na trasie migracji" ma poprawić warunku w miejscach lęgowych i zwiększyć liczebność.